# Adenozyno-5′-trifosforan
Adenozyno-5′-trifosforan, ATP, daw. adenozynotrójfosforan – organiczny związek chemiczny, nukleotyd adeninowy zbudowany z adenozyny z przyłączoną wiązaniem estrowym w pozycji 5′-OH grupą trifosforanową. Odgrywa on ważną rolę w biologii komórki jako wielofunkcyjny koenzym i molekularna jednostka w wewnątrzkomórkowym transporcie energii. Stanowi nośnik energii chemicznej, używanej w metabolizmie komórki. Powstaje jako magazyn energii w procesach fotosyntezy i oddychania komórkowego. Zużywają go liczne enzymy, a zgromadzona w nim energia służy do przeprowadzania różnorodnych procesów, jak biosyntezy, ruchu i podziału komórki. Tworzy się z adenozyno-5′-difosforanu, a przekazując swą energię dalej, powraca do formy ADP lub adenozyno-5′-monofosforanu (AMP). Cykl ten zachodzi bezustannie w organizmach żywych. Człowiek dorosły w ciągu doby syntetyzuje i zużywa około 85 kg adenozynotrifosforanu (ATP).
Został wykryty w roku 1929 przez Karla Lohmanna. Po raz pierwszy został otrzymany syntetycznie w roku 1948 przez zespół Alexandra Todda w wyniku kolejnych fosforylacji adenozyny za pomocą chlorofosforanu dibenzylowego (BnO)
2P(=O)Cl.
W przekaźnictwie sygnałów ATP bierze udział jako substrat dla kinaz fosforylujących białka i lipidy, na przykład cyklazy adenylanowej, przekształcającej ATP w drugi przekaźnik, cykliczny AMP (cAMP). Stosunek pomiędzy ATP i AMP jest używany przez komórkę jako wskaźnik ilości posiadanej energii, co pozwala kontrolować produkcję i konsumpcję ATP. Oprócz tego ATP jest włączany przez polimerazy w kwasy nukleinowe podczas transkrypcji.
Pokrewny związek, deoksyadenozyno-5′-trifosforan (dATP), wykorzystywany podczas biosyntezy syntezy DNA, zamiast rybozy zawiera deoksyrybozę. Występowanie rybozy w tak ważnej dla procesów życiowych cząsteczce jest uważane za relikt świata RNA.

## Budowa, właściwości fizyczne i chemiczne

Schemat cząsteczki ATP: adenina, ryboza, P – fosforan, x - wiązanie wysokoenergetyczne

Cząsteczka ATP zbudowana jest z adenozyny, w skład której wchodzi zasada purynowa – adenina – połączona wiązaniem N-glikozydowym z anomerycznym atomem węgla D-rybozy (węgiel 1′), której ostatni atom węgla (w pozycji 5′) jest z kolei ufosforylowany przez grupę trifosforanową. Grupa ta ma charakter bezwodnika kwasowego i składa się z trzech reszt fosforanowych, oznaczanych kolejno literami alfabetu greckiego alfa α, beta β i gamma γ (począwszy od połączonej wiązaniem estrowym z rybozą, a na najdalszej od niej skończywszy).
Adenozynotrójfosforan dobrze rozpuszcza się w wodzie (dzięki licznym grupom hydrofilowym), zachowuje stabilność w pH pomiędzy 6,8 i 7,4, jednak w kwasie lub zasadzie szybko hydrolizuje. Przechowuje się go najlepiej w formie bezwodnej soli.
Źródłem energii w większości procesów biochemicznych przebiegających z udziałem ATP jest pękanie wysokoenergetycznego wiązania bezwodnikowego pomiędzy resztami fosforanowymi. Wiązanie pomiędzy resztami fosforanowymi β i γ jest wiązaniem o największej wartości energetycznej. „Przenoszenie energii” z ATP na inne związki polega na fosforylacji tych związków przez ATP, np. :
ATP + ROH  →  ROPO
3H
2 + ADP
Natomiast hydroliza ATP nie dostarcza energii innym reakcjom, jest natomiast punktem odniesienia do rozważań energetycznych (co może przyczyniać się do mylnego rozumienia mechanizmu działania ATP). Ponieważ reszta trifosforanowa w ATP zawiera dwa wiązania bezwodnikowe, hydroliza może zachodzić w dwóch miejscach:
- Hydroliza wiązania ATP pomiędzy resztami fosforanowymi β i γ prowadzi do powstania ADP i anionu fosforanowego (Pi)[17] oraz uwolnieniu porcji energii 8 kcal (33,47 kJ)/mol[10]:

ATP + H
2O → ADP + P
i + energia
- Natomiast hydroliza pomiędzy resztami α i β daje AMP i pirofosforan[17] oraz porcję energii.

ATP + H
2O → AMP + PP
i + energia
Standardowe zmiany entalpii swobodnych ΔG0′ obu tych reakcji są zbliżone i wynoszą ok. −31 kJ/mol w pH = 7. Zależą one jednak od siły jonowej układu i stężenia jonów Ca2+
 i Mg2+
, co sprawia, że w komórce ΔG0′ ≈ −50 kJ/mol.
W mieszaninie równowagowej ATP i ADP w wodzie występuje głównie ten drugi, adenozynotrójfosforan zaś w małych ilościach. Układ daleki od równowagi ma wysoce ujemną entalpię swobodną i ma tym samym dużą zdolność wykonania pracy termodynamicznej. Żywe komórki utrzymują stężenia ATP i ADP na poziomie przesuniętym od równowagi do dziesięciu rzędów wielkości, ze stężeniem trójfosforanu wielokrotnie przewyższającym stężenie dwufosforanu. Dzięki temu odchyleniu od równowagi proces ATP → ADP (przebiegający w kierunku przywracania stanu równowagi) przebiega wydajnie i dostarcza komórce dużą ilość energii.
O ATP mówi się często jako o „związku wysokoenergetycznym”. Może to być mylące. Jak w przypadku każdej reakcji chemicznej osiągającej stan równowagi, w równowagowej mieszaninie ATP i ADP w wodzie nie będzie przeważać hydroliza ATP (co oznacza, że pomimo jego obecności układ nie dostarczy już energii dzięki tej reakcji). Lepszą analogię daje przyrównanie ATP i wody do paliwa i tlenu jako potencjalnych reagentów, gdyż oba są niezbędne do wydzielenia się energii.
Podobnie słyszy się o wiązaniach wysokoenergetycznych wiążących grupy fosforanowe. Nie ma w nich jednak niczego specjalnego: to zwykłe wiązania bezwodnikowe, jak w nieorganicznym pirofosforanie. Jak w przypadku wszystkich wiązań chemicznych, rozerwanie ich wymaga dostarczenia energii, ale w żadnym wypadku zniszczenie wiązań samo z siebie nie jest odpowiedzialne za jej uwolnienie (tzw. energia wiązania). W tym przypadku po prostu energia wiązania jest bardzo mała, o wiele mniejsza od energii wydzielającej się w wyniku tworzenia się nowych wiązań. Tłumaczyć to można obniżeniem odpychania elektrostatycznego pomiędzy ujemnie naładowanymi atomami tlenu i korzystniejszą energią rezonansu układu ADP + Pi niż ATP.
Taki niestabilny system złożony z potencjalnie reaktywnych w stosunku do siebie cząsteczek powinien być zdolny do przechowywania swobodnej energii, komórka musi więc utrzymywać stężenia składników z dala od punktu równowagi. Jakkolwiek, jak w przypadku katabolizmu biopolimerów, rozpad RNA, DNA i ATP do prostszych związków zachodzi dzięki uwalnianiu się energii i wzrostowi entropii.

## Biosynteza
Stężenie ATP w komórce wynosi zazwyczaj od 1 do 10 mmol/l. Związek ten może powstawać dzięki reakcjom redoks z użyciem prostych i złożonych cukrów lub lipidów jako źródła energii. Jednakże złożone substraty, by dostarczyć jej do syntezy ATP, muszą najpierw ulec rozkładowi na prostsze składowe. Węglowodany hydrolizują do monosacharydów, jak glukoza czy fruktoza. Triacyloglicerole dają zaś w efekcie glicerol i kwasy tłuszczowe. Całkowity proces utleniania 1 cząsteczki glukozy do dwutlenku węgla (oddychanie komórkowe) może dostarczyć energii dla odnowienia około 30 cząsteczek ATP. Jednak adenozynotrójfosforan powstać może w wyniku wielu innych procesów. U eukariontów generują go głównie trzy główne szlaki metaboliczne: glikoliza, cykl kwasu cytrynowego–fosforylacja oksydacyjna (oba zaliczane do oddychania komórkowego) i beta-oksydacja. Większość tej produkcji ATP w przypadku organizmów niezdolnych do fotosyntezy ma miejsce w mitochondriach. Mogą one stanowić aż 25% objętości przeciętnej komórki.

### Glikoliza
W glikolizie glukoza i glicerol są metabolizowane do pirogronianu. W przypadku większości organizmów proces ten przebiega w cytozolu, aczkolwiek u niektórych pierwotniaków, jak kinetoplastydy, przeprowadzają go wyspecjalizowane organelle zwane glikosomem. Glikoliza generuje netto 2 cząsteczki ATP na cząsteczkę glukozy. 4 cząsteczki trójfosforanu adenozyny powstają w wyniku reakcji fosforylacji substratowej katalizowanych przez enzymy o nazwach kinaza glicerynianowa i kinaza pirogronianowa, jednak na włączenie glukozy do procesu glukokinaza bądź heksokinaza oraz fosfofruktokinaza zużywają 2 ATP, które w rachunku trzeba odjąć. Poza tym 2 NAD+ redukują się do 2 NADH, które mogą zostać następnie utlenione w mitochondrialnym łańcuchu oddechowym, który poprzez transport elektronów i protonów bezpośrednio wiąże się z syntezą ATP przez syntazę ATP. Końcowy produkt szlaku, pirogronian, może ulec reakcji pomostowej i przekształcić się w substrat cyklu kwasów trójkarboksylowych.

## Funkcje ATP
Jeden z wielu w organizmie związków, z którego czerpie on energię do życia i jego przejawów. Wszystkie procesy energetyczne służą, w końcowym rozrachunku, do tworzenia ATP lub jego redukcji. Związek ten nie jest magazynowany, tylko tworzony na bieżąco.
Ostatnie badania wskazują na funkcje puryn adeninowych pojawiających się w przestrzeni pozakomórkowej jako zewnątrzkomórkowych cząsteczek sygnalizacyjnych aktywujących receptory purynowe. I tak, na przykład, ADP pojawiający się na skutek uszkodzenia jest sygnałem przerwania ciągłości naczyń krwionośnych.
ATP natomiast bierze udział w regulacji ciśnienia krwi oddziałując na receptory P2OOO oraz P2Ysa. Efekt działania adenozynotrójfosforanu zależny jest od umiejscowienia tych receptorów. Głównymi mechanizmami uwalniania e-puryn jest egzocytoza oraz transport przez transbłonowe transportery i białka transportujące.

## Historia
Adenozyno-5′-trifosforan odkrył w 1929 roku niemiecki chemik Karl Lohmann oraz niezależnie od niego C.H. Fiske i Y. Subbarow. Jego funkcję cząsteczki przenoszącej energię w komórce wykazał Fritz Lipmann, za co został w 1953 roku uhonorowany nagrodą Nobla. Pierwszą chemiczną syntezę ATP przeprowadził w 1948 roku Alexander Todd, co przyniosło temu uczonemu nagrodę Nobla z chemii w 1957 roku. Kolejne nagrody Nobla związane bezpośrednio z ATP otrzymali: Peter D. Mitchell (1978) za powiązanie gradientu stężeń jonów wodorowych z syntezą ATP, Paul D. Boyer i John E. Walker (1997) za zbadanie mechanizmu działania syntazy ATP oraz w tym samym roku Jens C. Skou za badania nad pompą sodowo-potasową zależną od ATP.